# Französische Tennismeisterschaften 1891
Die 1. französischen Tennismeisterschaften 1891 waren ein Tennis-Rasenplatzturnier. Es fand 1891 in Paris, Frankreich statt.

## Herreneinzel
H. Briggs gewann gegen  P. Baigneres, mit 6:3, 6:4.

## Herrendoppel
B. Desjoyau/ T. Legrand gewannen gegen  Cucheval-Clarigny/ Boulanger, Ergebnis unbekannt.